# ISO 2846
Die ISO 2846 ist eine ISO-Norm, die Farbe und Transparenz der Skalendruckfarben für den Vierfarbendruck beschreibt. Sie ist ein Nachfolger der Euroskala, der US-Norm SWOP (Specification for Web Offset Publications) sowie der Japanischen Japan Colours SF 90-Norm für Druckfarben. Die ISO 2846 wendet sich vor allem an Hersteller der Druckfarben und ist eine Labornorm, deren Ergebnisse mit Probedruckmaschinen erzielt und auf Normpapieren und unter definierten Lichtverhältnissen ausgewertet werden.
Die ISO 12647 bezieht sich auf diese Norm und setzt diese für praxisgerechte Anforderungen um.
Die Norm besteht aus mehreren Teilen:
- Part 1: Bogenoffsetdruck und Heatset-Rollenoffsetdruck
- Part 2: Coldset-Rollenoffsetdruck
- Part 3: Illustrationstiefdruck
- Part 4: Siebdruck
- Part 5: Flexodruck

Die Verwendung der ISO-Bezeichnungen in der fachlichen Umgangssprache hat sich bisher nicht durchgesetzt, in der Regel wird weiterhin der Begriff Euroskala verwendet.